# HMS Foresight (H68)
HMS Foresight (H68) là một tàu khu trục lớp F được Hải quân Hoàng gia Anh Quốc chế tạo vào đầu những năm 1930. Trong Chiến tranh Thế giới thứ hai, nó hoạt động như một tàu quét mìn và hộ tống các đoàn tàu vận tải tại Đại Tây Dương và Địa Trung Hải cho đến khi bị đánh chìm do không kích trong Chiến dịch Pedestal vào tháng 8 năm 1942.

## Thiết kế và chế tạo
Lớp tàu khu trục F có đặc tính tương tự như Lớp tàu khu trục C và D dẫn trước vào năm 1931, nhưng có dáng lườn tàu và cầu tàu được cải tiến, được bố trí ba phòng nồi hơi thay vì hai, và pháo QF 4,7 inch (120 mm) có thể nâng đến góc 40° thay vì 30° như ở lớp trước.
Foresight được đặt hàng vào ngày 17 tháng 3 năm 1933 trong Chương trình Chế tạo Hải quân 1932. Nó được đặt lườn tại xưởng tàu của hãng Cammell Laird & Company ở Birkenhead vào ngày 21 tháng 7 năm 1933; được hạ thủy vào ngày 29 tháng 6 năm 1934 và hoàn tất vào ngày 15 tháng 5 năm 1935.

## Lịch sử hoạt động
Vào ngày 18 tháng 6 năm 1941, Foresight đã cùng các tàu chị em HMS Faulknor, HMS Fearless, HMS Forester về HMS Foxhound góp công vào việc đánh chìm tàu ngầm U-boat Đức U-138 về phía Tây Tây Ban Nha.
Đến ngày 6 tháng 4 năm 1942, nó rời Scapa Flow hộ tống Đoàn tàu vận tải PQ 14 đi sang Liên Xô. Trong số 24 con tàu hình thành nên đoàn tàu, 16 chiếc bị ngăn trở bởi băng giá và thời tiết xấu nên phải quay trở lại Iceland, và một chiếc khác bị tàu ngầm U-boat đánh chìm. Cùng với bảy con tàu còn lại, Foresight đi đến Murmansk vào ngày 19 tháng 4. Nó khởi hành vào ngày 29 tháng 4 bảo vệ cho Đoàn tàu vận tải QP 11 quay trở về. Sang ngày 30 tháng 4, tàu ngầm Đức U-456 dưới quyền chỉ huy của Max-Martin Teichert, được một máy bay trinh sát thông báo về sự hiện diện của đoàn tàu đang trên đường tư bán đảo Kola, đã phóng một quả ngư lôi vào mạn phải của tàu tuần dương HMS Edinburgh. Chiếc tàu tuần dương bắt đầu bị nghiêng nặng. Không lâu sau đó, Teichert phóng thêm một quả ngư lôi trúng vào đuôi Edinburgh, làm hỏng bánh lái. Nỗ lực tìm cách kéo con tàu bị đánh hỏng quay trở lại Murmansk liên tục bị các máy bay ném bom-ngư lôi đối phương ngăn cản. Vào ngày 2 tháng 5, nó bị ba tàu khu trục Đức tốn công ngoài khơi đảo Bear và trúng thêm ngư lôi. Khi con tàu bắt đầu chìm, thủy thủ bỏ tàu và được các tàu khu trục cứu vớt. Foresight làm nhiệm vụ đánh đắm con tàu hỏng.
Trong Chiến dịch Pedestal vào ngày 12 tháng 8 năm 1942, đang khi hoạt động như một tàu quét mìn nhanh, Foresight trúng một quả ngư lôi phóng từ một máy bay Savoia-Marchetti SM.79 của Ý, làm hỏng nặng đuôi tàu và mất hoàn toàn động lực. HMS Tartar, một tàu khu trục lớp Tribal đến trợ giúp, nhưng mọi nỗ lực để kéo nó đi đều thất bại. Sau khi mọi thủy thủ đã rời tàu vào ngày 13 tháng 8, Foresight bị đánh đắm bởi một quả ngư lôi trong Địa Trung Hải, ở tọa độ 37°40′B 10°00′T / 37,667°B 10°T.